# Чорноморець (Севастополь)
Футбольний клуб «Чорноморець» — український футбольний клуб з міста Севастополя.

## Історія
Футбольний клуб «Чорноморець» був створений на базі збірної футбольної команди «Чорноморець» Чорноморського флоту Російської Федерації, а ініціатива належала Василю Борису. З оформленням команди допомогли перший заступник командувача ЧФ РФ Геннадій Сучков, і голова міського спорткомітету Василь Трубніков.
У 1996 році команда заявилася до чемпіонату України з футболу серед аматорів, щоб потрапити до чемпіонату Другої ліги. «Чорноморець» потрапив до 6-ої групи разом з п'ятьма командами. Ще до початку змагань один з суперників знявся з змагань, а ще один одразу ж після двох турів змагань. Загалом «Чорноморець» зіграв всього 3 гри зі запланованих 16-ти на початку змагань і посів перше місце у групі першого етапу змагань. У фінальному турнірі у Ромнах, що складався з двох фінальних груп, «Чорноморець» змагався проти двох команд своєї групи, «Цементник-Хорда» (Миколаїв) і «Південьсталь» (Єнакієве), де переміг єнакієвців, але поступився миколаївцям посівши 2-е місце у групі і отримав право змагатися за 3-є місце сезону 1996—1997. У грі за 3-е місце російські моряки поступилися команді «Нафтовик» (Долина) 1:3.
Перед початком змагань наступного сезону (у Другій лізі) «Чорноморець» зіштовхнувся з проблемою комплектації команди. Український футбольний функціонер і головний тренер «Чайка-ВМС», Євген Репенков, вказував, що якщо участь російських військовослужбовців можна було приховати на рівні чемпіонату України з футболу серед аматорів, то до змагань Другої ліги залучення іноземців не передбачалося. Через це російські футболісти, що грали у сезоні 1996—1997, залишили команду і «Чорноморець» поповнив склад футболістами з «Чайки». Свою першу гру у Другій лізі «Чорноморець» провів 31 липня 1997 року на виїзді проти мелітопольського «Торпедо», де на стадіоні «Спартак» здобув нічию 1:1. Перший гол за «Чорноморець» забив колишній гравець «Чайки» севастопольчанин Ігор Єршов.
Під кінець сезону 1999—2000 команда формально називалася «Чорноморцем», але більшість гравців були з «Чайки».

## Головні тренери
- 1997—1999 Василь Борис
- 1999 Валерій Петров
- 2000 Сергій Дієв

## Всі сезони в незалежній Україні
| Сезон   | Чемпіонат     | Чемпіонат | Чемпіонат | Чемпіонат | Чемпіонат | Чемпіонат | Чемпіонат | Чемпіонат | Кубок           | Кубок | Кубок | Кубок | Кубок | Кубок | Кубок | Примітка                                           |
| Сезон   | Ліга          | Місце     | І         | В         | Н         | П         | М         | О         | Етап            | І     | В     | Н     | П     | М     | О     | Примітка                                           |
| ------- | ------------- | --------- | --------- | --------- | --------- | --------- | --------- | --------- | --------------- | ----- | ----- | ----- | ----- | ----- | ----- | -------------------------------------------------- |
| 1997/98 | Друга Група Б | 9 з 17    | 32        | 10        | 11        | 11        | 32−33     | 41        | Попередній етап | 0     | 0     | 0     | 0     | 0−0   | 0     |                                                    |
| 1998/99 | Друга Група Б | 8 з 16    | 26        | 9         | 9         | 8         | 27−25     | 36        | 1/128 фіналу    | 2     | 0     | 1     | 1     | 1−2   | 1     |                                                    |
| 1999/00 | Друга Група Б | 11 з 14   | 26        | 10        | 2         | 14        | 22−33     | 32        | —               | —     | —     | —     | —     | —     | —     | Знявся із змагань до початку наступного чемпіонату |
| Всього  | Друга         | 3 сезони  | 84        | 29        | 22        | 33        | 81−91     | 80        | >1 сезон        | 2     | 0     | 1     | 1     | 1−2   | 1     |                                                    |